# Enbun

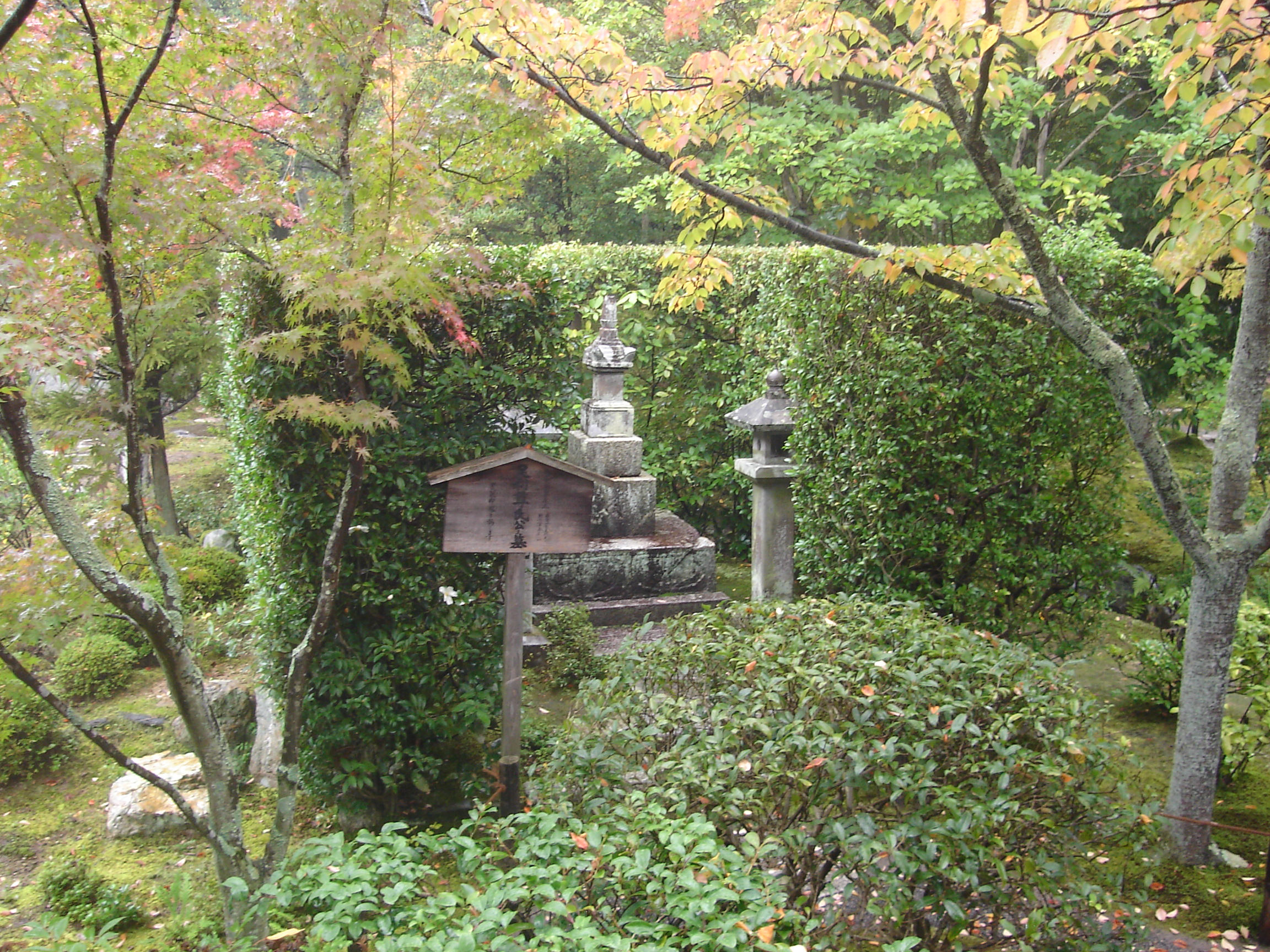
Shogun Ashikaga Takauji dör år enbun 3 (1358). Han ligger begravd i Kyoto.

Enbun (japanska: 延文?, Embun), 1356–1361, är en period i den japanska tideräkningen, vid det delade Japans norra tron. Ōan infaller under södra tronens Shōhei. Kejsare vid den norra tronen var Go-Kōgon. Shoguner var Ashikaga Takauji och Ashikaga Yoshiakira.
Namnet på perioden är hämtat från ett citat ur den kinesiska historieklassikern Hanshu.